# Black Smoke
 (срп. Црни дим) сингл је њемачке пјевачице Анзофи Дирмајер. Представљала је Њемачку на такмичењу за Пјесму Евровизије 2015. године, те се пласирала на посљедње мјесто с нула поена. Иако је Андреас Кумертова пјесма Heart of Stone изабрана на њемачком избору за пјесму Евровизије  (срп. Наша пјесма за Аустрију), Кумерт се одлучио повући с такмичења када је био информисан о побједи, те је управо зато Анина пјесма изабрана за представника Њемачке. Коаутор пјесме је британска пјевачица Ела Ејр. Black Smoke је постала трећа њемачка пјесма с нула поена на такмичењу за пјесму Евровизије.

## Поријекло и издање
Након што је изабрана као замјена за финале емисије Unser Song für Österreich, Ан је објавила да ће пјесма Black Smoke бити њен други избор у финалу. Исјечак дужине једне минуте објављен је 27. фебурара 2015. Пјесма је постала доступна за преузимање 2. марта 2015, свега неколико дана прије избора.
Планирано је да пјесму изведе пјевачица Ајви Куаино.

## Композиција и развој
је пјесма дужине три минуте и дванаест секунди соул жанра с елементима попа и џеза. Пјесму су написали и компоновали британска пјевачица Ела Макмахон (боље познатија као Ела Ејр), Мајкл Харвуд, као и Тонино Специјале.
Према изјави Анзофи, пјесма говори о „љубави, забављању и о свему шта се има”. Пјесма је послије прекида двије особе које су већ дуже вријеме биле у вези те више не препознају једно другог и „не могу чак рећи нити три ријечи”.

## Критике
Пјесма је углавном позитивно примљена. Добила је пет рецензија на страници Wiwibloggs, те просјечну оцјену 7 од 10. Луис јој је дао рецензију од 7 од 10 рекавши да је „пјесма солидна” те да је „забавна за слушати и има знатно пуно енергије”. Макс је такође дао 7 од 10 те је дао коментар да је ова пјесма боља од Анине прве пјесме Jump the Gun, те да је „мирна, забавна и испољава вибру која ће привући народ”. Микаил и Патрик су пјесму оцијенили с 9 од 10, те је Микаил рекао да „пјесма има цијели став пјесме Jump the Gun, само што је утростручен”, док је Патрик изјавио да је Анин глас моћан те да је мелодија пјесме посебна. Робин је пјесми дала рецензију од 7 од 10 и описала је као „типичну поп пјесму”.

## Извођења уживо
Пјесма је први пут изведена на финалу њемачког избора за пјесму Евровизије  (срп. Наша пјесма за Аустрију). Изведена је три пута: два пута када се Софи квалификовала у другу и трећу рунду такмичења и још једном кад је проглашена за побједника такмичења. Софи је извела пјесму у финалу Евросонга 2015. године у Бечу, те се пласирала на посљедње мјесто с нула поена. Иако и домаћин такмичења (Аустрија) није имао поена, првенствено је пјесма постављена на 26. мјесто (претпосљедњи пласман), али након поновног прегледа резултата послије финала, установљено је — након кориштења правила за припетавање према којима пјесма која је изведена прва добија виши пласман — да Black Smoke ипак завршава на посљедњем 27. мјесту.

## Списак нумера
Дигитално преузимање
1. — 3:12

## Особље
- Ела Макмахон — текстописац
- Мајкл Харвуд — текстописац
- Анзофи — вокал
- Тонино Специјале — текстописац
- Матијас Рамсон — продуцент
- Јоханес Шмаленбах — продуцент
- Брикс — продуцент

## Успјех на хит листама

### Седмичне хит листе
| Хит листа (2015) | Најбољи пласман |
| ---------------- | --------------- |
| Њемачка ()       | 26.             |

## Историја издања
| Регион  | Датум         | Формат               | Дискографска кућа |
| ------- | ------------- | -------------------- | ----------------- |
| Њемачка | 2. март 2015. | Дигитално преузимање | Полидор, Ајланд   |